# Taipan (Wirtschaftszeitung)
Taipan ist ein kostenpflichtiger Börsenbrief des Investor-Verlages aus Bonn, der auf die Analyse von Schwellenmärkten und internationalen Technologiewerten spezialisiert ist. Die Redakteure sind Volkmar Michler aus Bonn und Daniel Wilhelmi aus Köln. Sie werden unterstützt vom Redaktionsteam der Taipan Publishing Group aus Baltimore, USA. Die deutsche Redaktion tritt häufig als Experten und Interview-Partner in den Börsensendungen 3satbörse (3sat), Telebörse (n-tv) und Börse am Abend (N24) auf.
Taipan erscheint seit 1995 monatlich nebst einer Sonderausgabe pro Quartal zu einem besonderen Themenschwerpunkt. Er wird ergänzt durch den kostenlosen E-Mail-Rundbrief Profit Radar, der börsentäglich Berichte zum Marktgeschehen in den Bereichen Emerging Markets und internationale Technologiewerte liefert.